# جولی آگوستنیاک
جولی آگوستنیاک (انگلیسی: Julie Augustyniak؛ زادهٔ ۱ فوریهٔ ۱۹۷۹) بازیکن فوتبال اهل ایالات متحده آمریکا است.
از باشگاه‌هایی که در آن بازی کرده‌است می‌توان به باشگاه فوتبال ۱.اف‌اف‌سی توربین پوتسدام و باشگاه فوتبال زنان وولفسبورگ اشاره کرد.